# ميغيل أنخيل كاربالو
ميغيل أنخيل كاربالو (بالإسبانية: Miguel Carballo)‏ هو لاعب غولف أرجنتيني، ولد في 22 مارس 1979 في باهيا بلانكا في الأرجنتين.

## وصلات خارجية
- ميغيل أنخيل كاربالو على موقع رابطة لاعبي الغولف المحترفين (الإنجليزية)
- ميغيل أنخيل كاربالو على موقع رابطة أوروبا للاعبي الغولف المحترفين (الإنجليزية)
- ميغيل أنخيل كاربالو على موقع التصنيف العالمي الرسمي للغولف (الإنجليزية)